# ماكسويل بيركنز
ماكسويل بيركنز (بالإنجليزية: Maxwell Perkins)‏  (و. 1884 – 1947 م) هو ناشر (حرفة)، ومحرر أدبي، وروائي أمريكي، ولد في نيويورك، توفي في ستامفورد، عن عمر يناهز 63 عاماً، بسبب التهاب الجنبة.

## التعليم
تعلم في جامعة هارفارد.

## روابط خارجية
- ماكسويل بيركنز على موقع الموسوعة البريطانية (الإنجليزية)